# فانغ يي
فانغ يي (بالصينية: 方毅) هو دبلوماسي وسياسي صيني، ولد في 26 فبراير 1916 في شيامن في الصين، وتوفي في 17 أكتوبر 1997 في بكين في الصين. حزبياً، نشط في الحزب الشيوعي الصيني. وقد انتخب Minister of Science and Technology of the People's Republic of China ‏.

## روابط خارجية
- فانغ يي على موقع مونزينجر (الألمانية)